# SC Magdeburgo
Lo Sport Club Magdeburgo è una squadra di pallamano tedesca, sezione pallamanistica della società polisportiva SC Magdeburg avente sede a Magdeburgo.

## Palmarès

### Trofei nazionali
- Campionato tedesco: 3
  - 2000-01, 2021-22, 2023-24.
- Coppa di Germania: 3
  - 1995-96, 2015-16, 2023-24.
- Supercoppa di Germania: 2
  - 1996, 2001.
- Campionato tedesco orientale: 10
  - 1969-70, 1976-77, 1979-80, 1980-81, 1981-82, 1982-83, 1983-84, 1984-85, 1987-88, 1990-91.
- Coppa di Germania Est: 5
  - 1969-70, 1976-77, 1977-78, 1983-84, 1989-90.

### Trofei internazionali
- Coppa dei Campioni / Champions League: 5
  - 1977-78, 1980-81, 2001-02, 2022-23, 2024-25
- IHF Cup / EHF Cup: 3
  - 1998-99, 2000-01, 2006-07.
- Champions Trophy:3
  - 1981-82, 2000-01, 2001-02.
- IHF Super Globe: 2
  - 2021, 2022

## Rosa 2025-2026
| N° | Naz.                 | Ruolo | Sportivo             | Anno |  |  |
| -- | -------------------- | ----- | -------------------- | ---- |  |  |
| 1  | Spagna (bandiera)    | P     | Sergey Hernández     | 1995 |  |  |
| 6  | Germania (bandiera)  | A     | Matthias Musche      | 1992 |  |  |
| 7  | Svezia (bandiera)    | T     | Felix Claar          | 1997 |  |  |
| 8  | Svizzera (bandiera)  | T     | Manuel Zehnder       | 1999 |  |  |
| 9  | Germania (bandiera)  | PV    | Tim Zechel           | 1996 |  |  |
| 10 | Islanda (bandiera)   | T     | Gísli Kristjánsson   | 1999 |  |  |
| 11 | Svezia (bandiera)    | T     | Daniel Pettersson    | 1992 |  |  |
| 14 | Islanda (bandiera)   | T     | Ómar Ingi Magnússon  | 1997 |  |  |
| 17 | Germania (bandiera)  | A     | Tim Hornke           | 1990 |  |  |
| 19 | Islanda (bandiera)   | T     | Elvar Örn Jónsson    | 1997 |  |  |
| 20 | Germania (bandiera)  | T     | Philipp Weber        | 1992 |  |  |
| 21 | Svezia (bandiera)    | T     | Albin Lagergren      | 1992 |  |  |
| 22 | Germania (bandiera)  | A     | Lukas Mertens        | 1996 |  |  |
| 23 | Danimarca (bandiera) | PV    | Magnus Saugstrup     | 1996 |  |  |
| 24 | Norvegia (bandiera)  | T     | Christian O'Sullivan | 1991 |  |  |
| 25 | Norvegia (bandiera)  | A     | Sebastian Barthold   | 1991 |  |  |
| 54 | Svezia (bandiera)    | PV    | Oscar Bergendhal     | 1995 |  |  |
| 80 | Svizzera (bandiera)  | P     | Nikola Portner       | 1993 |  |  |

## Ex giocatori
- Henning Fritz
- Nenad Peruničić
- Ólafur Stefánsson
- Karol Bielecki
- Grzegorz Tkaczyk
- Joël Abati
- Sigfús Sigurðsson
- Silvio Heinevetter
- Oleg Kuleshov
- Guéric Kervadec
- Robert Weber
- Fabian van Olphen
- Vladimir Mandić
- Aleš Pajovič
- Damir Doborac